# تو ولز، استرالیای جنوبی
تو ولز (به انگلیسی: Two Wells) یک شهرک در استرالیا است که در استرالیای جنوبی واقع شده‌است.